# Abib et Apollo
Abib et Apollon sont deux ascètes chrétiens ayant vécu à Akhmîm, en Égypte. Ils sont mentionnés dans le Synaxarion, das ist der Heiligen-Kalendar der Koptischen Christen. Leur fête est célébrée le 4 novembre.

## Histoire
Apollo (également appelé Apollonios) est né dans la ville d'Akhmim. Son père s’appelait  Amani (Hamai) et sa mère Eyse (Isa). Dès ses premières années, Apollon grandit en sainteté, étudiant la Divinité. Il fut voué dès son enfance à la vie monastique. Cette décision fut  confirmée lorsqu'il rencontra son ami Abib et qu'ensemble, ils rejoignirent un monastère en Haute-Égypte et devinrent moines. Ils avaient tous deux l'amour de l’ascétisme et des  bonnes actions.
Abib devint diacre et mourut. Apollo, affligé, s'exila plus profondément dans le désert, près du mont Abluj, avec d'autres d'ascètes. Macaire d'Égypte  écrivit une lettre à Apollo, à la fois pour le féliciter personnellement et pour féliciter le monastère pour ses bonnes œuvres. Apollo savait par l'Esprit que Macaire leur écrivait une lettre et l'heure à laquelle la lettre était en train d'être rédigée. Il dit à ses disciples : « Écoutez mes frères, voici que le grand Abba Macaire nous écrit une lettre pleine d'enseignements réconfortants et spirituels. Apollo est l'homme qui est allé à Ammonius et a été l'un des témoins ayant vus la sainte femme qui « se tenait au milieu du feu mais ne brûlait pas ».

## "Historia Monachorum" de l'archidiacre Timothée d'Alexandrie
L'auteur de l' Historia Monachorum in Aegypto, l'archidiacre Timothée d'Alexandrie (vers 400), dont la traduction latine de Rufin fut également publiée par Rosweyde dans son livre II de la Vitae Patrum, raconte la visite qu'il rendu à Appollo. D'après ses souvenirs, Apollon vivait dans la Tebaide, dans la région d'Hermopolis (aujourd'hui Asmunayn), non loin du sanctuaire de Dayr Al-Muharrag. Ce livre raconte qu'après quarante ans, à l'appel d'un ange, Apollo s'est rapproché des lieux habités tout en continuant à vivre isolé dans une grotte. Cela eut lieu lors du règne de Julien l'Apostat (361-363 apr. J.-C.). Sa réputation de saint homme attira rapidement de nombreux disciples vers lui, qui construisirent un immense monastère : 500 moines s'y trouvaient lors de la visite de Timothée.